# 九鬼神伝流
九鬼神伝流(くきしんでんりゅう)とは、南北朝時代の薬師丸蔵人隆真(やくしまるくろうどたかざね)より始まると伝えられる。
近代に至って、旧綾部藩主であった九鬼家の子孫の九鬼隆治が九鬼家の家伝と称し、九鬼隆治が1921年(大正10年)に設立した皇道宣揚会の武道部門で高松寿嗣が指導した。